# Loch Trool
Loch Trool är en sjö i Storbritannien.   Den ligger i riksdelen Skottland, i den centrala delen av landet, 500 km nordväst om huvudstaden London. Loch Trool ligger 263 meter över havet.  I omgivningarna runt Loch Trool växer i huvudsak blandskog.